# 스티븐 프라이스
스티븐 프라이스(Steven Price, 1977년 4월 22일 ~ )는 영국의 영화 음악 작곡가이다.

## 작품 목록
- 쟈니 잉글리쉬 2: 네버다이 (음악)